# Hiroki Abe
Hiroki Abe (jap. 安部 裕葵 Abe Hiroki; ur. 28 stycznia 1999 w Tokio) – japoński piłkarz występujący na pozycji napastnika, zawodnik japońskiego klubu Urawa Red Diamonds. Reprezentant Japonii.

## Życiorys

### Kariera klubowa
W latach 2017–2019 grał w japońskiej drużynie Kashima Antlers z J1 League.
15 lipca 2019 podpisał czteroletni kontrakt z hiszpańskim klubem FC Barcelona B z Segunda División B, kwota odstępnego 1,10 mln euro. W pierwszym zespole FC Barcelona zagrał 13 listopada 2019 na stadionie Estadio Cartagonova (Kartagena) podczas Trofeu Joan Gamper w wygranym 2:0 meczu przeciwko FC Cartagena, wchodząc w 76 minucie za Carlesa Péreza.
17 lipca 2023 za porozumieniem stron przeniósł się do japońskiego klubu Urawa Red Diamonds. Japończyk przeszedł tam bez odstępnego.

### Kariera reprezentacyjna
Reprezentant Japonii w kategoriach U-19, U-20 i U-22.
W reprezentacji seniorskiej Japonii zadebiutował 18 czerwca 2019 na stadionie Estádio do Morumbi (São Paulo, Brazylia) podczas Copa América 2019 w przegranym 0:4 meczu z Chile.

## Sukcesy

### Klubowe
Kashima Antlers
- Zdobywca drugiego miejsca w J1 League: 2017[6]
- Zdobywca Superpucharu Japonii: 2017[6]
- Zwycięzca w Azjatyckiej Lidze Mistrzów: 2018[7][6]

FC Barcelona
- Zdobywca Trofeu Joan Gamper: 2019[6]

### Indywidualne
- Odkrycie roku J1 League: 2018[7]